# Decoradrillia halidorema
Decoradrillia halidorema (Synonym: Fenimorea halidorema) ist eine Meeresschnecke aus der Familie der Drilliidae, die im westlichen Atlantischen Ozean lebt und Polychaeten frisst.

## Beschreibung
Die Höhe des Gehäuses der adulten Schnecken liegt zwischen 14 und 25 Millimetern. Es besitzt neun Windungen. Seine Farbe ist schwach rosa. Auffällig ist ein kastanienbraunes Band, das sich im unteren Teil der Windungen entlang zieht und auf den Tuberkeln schwächer oder ganz unterbrochen ist. Bei manchen Exemplaren verläuft unterhalb des kastanienbraunen Bandes ein schwächer gefärbtes in geranienfarbigem Rosa, das an der Basis in ein Weiß übergeht.
Die Skulpturierung zeigt ziemlich breite axiale Rippen, die aber im Gegensatz zu der sehr ähnlichen Fenimorea janetae glatt und ohne feine Querlinien sind.  Auf der letzten Windung verläuft das kastanienbraune Band mittig und ununterbrochen über alle zehn Rippen. Der Protoconch ist paucispiral mit eineinhalb Umgängen, glatt und weiß.

## Vorkommen
Diese Art kommt in den Flachwasserzonen des Westatlantiks vor, vom nördlichen Brasilien über die Karibische See, z. B. vor Jamaika und vor der Küste Kolumbiens sowie im Golf von Mexiko bis vor die Küste Floridas.

## Ernährung
Wie bei anderen ursprünglichen Conoidea besteht auch bei Decoradrillia halidorema die Beute aus Vielborstern (Polychaeta), die mithilfe der Radulazähne durch Giftinjektion gefangen werden. Dabei steht die Schnecke in starker interspezifischer Nahrungskonkurrenz zu anderen Raubschneckenarten insbesondere der Conoidea.

## Systematik und Taxonomie
Die Schnecke wurde ursprünglich von Reeve 1845 als Pleurotoma pulchella beschrieben. 2016 wurde sie von Fallon in die von ihm neu errichtete Gattung Decoradrillia gestellt.